# MCG+08-11-002
MCG+08-11-002 – zniekształcona galaktyka znajdująca się w konstelacji Woźnicy w odległości około 250 milionów lat świetlnych od Ziemi. Dziwny kształt tej galaktyki jest skutkiem wcześniejszej kolizji dwóch oddzielnych galaktyk. Ta osobliwa galaktyka ma w swoim centrum bogate obszary formowania nowych gwiazd.